# HVCN1
HVCN1 (англ. Hydrogen voltage gated channel 1) – білок, який кодується однойменним геном, розташованим у людей на короткому плечі 12-ї хромосоми. Довжина поліпептидного ланцюга білка становить 273 амінокислот, а молекулярна маса — 31 683.
| 10         |  | 20         |  | 30         |  | 40         |  | 50         |
| ---------- |  | ---------- |  | ---------- |  | ---------- |  | ---------- |
| MATWDEKAVT |  | RRAKVAPAER |  | MSKFLRHFTV |  | VGDDYHAWNI |  | NYKKWENEEE |
| EEEEEQPPPT |  | PVSGEEGRAA |  | APDVAPAPGP |  | APRAPLDFRG |  | MLRKLFSSHR |
| FQVIIICLVV |  | LDALLVLAEL |  | ILDLKIIQPD |  | KNNYAAMVFH |  | YMSITILVFF |
| MMEIIFKLFV |  | FRLEFFHHKF |  | EILDAVVVVV |  | SFILDIVLLF |  | QEHQFEALGL |
| LILLRLWRVA |  | RIINGIIISV |  | KTRSERQLLR |  | LKQMNVQLAA |  | KIQHLEFSCS |
| EKEQEIERLN |  | KLLRQHGLLG |  | EVN        |  |            |  |            |

A: Аланін

C: Цистеїн

D: Аспарагінова кислота

E: Глутамінова кислота

F: Фенілаланін

G: Гліцин

H: Гістидин

I: Ізолейцин

K: Лізин

L: Лейцин

M: Метіонін

N: Аспарагін

P: Пролін

Q: Глутамін

R: Аргінін

S: Серин

T: Треонін

V: Валін

W: Триптофан

Кодований геном білок за функціями належить до іонних каналів, потенціалзалежних каналів, фосфопротеїнів. 
Задіяний у таких біологічних процесах, як транспорт іонів, транспорт, альтернативний сплайсинг. 
Локалізований у клітинній мембрані, мембрані.